# Buslingthorpe
Buslingthorpe – wieś w Anglii, w hrabstwie Lincolnshire. Leży 18 km na północny wschód od Lincoln i 206 km na północ od Londynu.